# こころをよむ
こころをよむはNHKラジオ第2放送が1985年4月7日から放送している教養番組。

## 概要
文学・美術・映画等の各界の第一人者が、現代人が抱える老い・家族・環境等のさまざまな問題をストレートトークで分かり易く解説をする。テーマはほぼ3ヶ月毎に変わる。

## 放送時間

### 初回放送
- 毎週日曜06:45〜07:25

### 再放送
- 同週土曜17:45〜18:25

## 過去の放送テーマ
| 放送期間 | 放送期間 | 講師           | 放送テーマ                                                       |
| -------- | -------- | -------------- | ---------------------------------------------------------------- |
| 2014年   | 4~6月    | 坂岡洋子       | 心と暮らしを軽くする 「老前整理」入門                            |
| 2014年   | 7~9月    | 山中康裕       | 心をつなぐ川を訪ねて “カウンセラー”が行く世界の河川              |
| 2014年   | 10~12月  | 川村妙慶       | 泥の中から咲く 身と心をほぐす13の知恵                            |
| 2015年   | 1~3月    | 島薗進         | 物語のなかの宗教                                                 |
| 2015年   | 4~6月    | 宇野直人       | 漢詩に見る日本人の心                                             |
| 2015年   | 7~9月    | 篠原俊一郎     | 生命科学のユートピア いのちの尊厳は守られるか                    |
| 2015年   | 10~12月  | 笠谷和比古     | いま生きる武士道 その精神と歴史                                  |
| 2016年   | 1~3月    | 金田栄一       | こころをよむ これが歌舞伎だ！ 極みのエンターテインメント         |
| 2016年   | 4~6月    | 澤村直樹       | 〈聞き上手〉のレッスン 人間関係を良くするヒント                  |
| 2016年   | 7~9月    | 佐藤忠男       | 映画監督が描いた現代 世界の巨匠13人の闘い                        |
| 2016年   | 10~12月  | 久保哲司       | 哀しき恋を味わう ドイツ文学のなかの〈ダメ男〉                    |
| 2017年   | 1~3月    | 島内景二       | 源氏物語に学ぶ十三の知恵                                         |
| 2017年   | 4~6月    | 山崎広子       | 人生を変える「声」の力                                           |
| 2017年   | 7~9月    | 町田宗鳳       | 無意識との対話 身心を見つめなおす                                |
| 2017年   | 10~12月  | 松沢哲郎       | 心の進化をさぐる はじめての霊長類学                              |
| 2018年   | 1~3月    | 斎藤兆史       | 見つめ合う英文学と日本 カーライル、ディケンズからイシグロまで    |
| 2018年   | 4~6月    | 坂岡洋子       | 老前整理の極意 モノから解放される暮らしへ                        |
| 2018年   | 7~9月    | 保阪正康       | 近代日本人の精神史                                               |
| 2018年   | 10~12月  | 今井通子       | 登山のススメ 医師として、登山家として                            |
| 2019年   | 1~3月    | 小野正嗣       | 歓待する文学                                                     |
| 2019年   | 4~6月    | 石黒浩         | 人とは何か アンドロイド研究から解き明かす                        |
| 2019年   | 7~9月    | 島内裕子       | 批評文学としての『枕草子』『徒然草』                             |
| 2019年   | 10~12月  | 川村妙慶       | 縁を生きる 執着から自由になるために                              |
| 2020年   | 1~3月    | 熊倉功夫       | 和食という文化                                                   |
| 2020年   | 4~6月    | 藤田紘一郎     | 腸内細菌のチカラ 心と体を健やかに                                |
| 2020年   | 7~9月    | 田中ウルヴェ京 | 心の整えかた トップアスリートならこうする                        |
| 2020年   | 10~12月  | 青柳秀侑       | シネマレッスン 主人公が教えてくれること                          |
| 2021年   | 1~3月    | 渡辺明日香     | 時代をまとうファッション                                         |
| 2021年   | 4~6月    | 家森幸男       | 健康長寿の“賢食”術 冒険病理学者、世界で健診する 適塩和食のすすめ |
| 2021年   | 7~9月    | 竹中功         | 「お笑い」のチカラ                                               |
| 2021年   | 10~12月  | 久保哲司       | ドイツ文学における哀しみの女たち                                 |
| 2022年   | 1~3月    | 三浦伸夫       | 数学者たちのこころの中                                           |
| 2022年   | 4~6月    | 関口知宏       | 鉄道で行く 世界をめぐって人を知る旅                              |
| 2022年   | 7~9月    | 今野寿美       | 危機の時代の歌ごころ                                             |
| 2022年   | 10~12月  | 菊地浩平       | 人形と人間のあいだ                                               |
| 2023年   | 1~3月    | 三浦佑之       | 『古事記』神話から読む古代人の心                                 |
| 2023年   | 4~6月    | 本多京子       | 食べることは生きること                                           |
| 2023年   | 7~9月    | 澤村美幸       | 方言と日本のこころ                                               |
| 2023年   | 10~12月  | 石井正己       | 文豪たちが書いた関東大震災                                       |
| 2024年   | 1~3月    | 難波和彦       | 住まいをよむ                                                     |
| 2024年   | 4~6月    | 上野誠         | 万葉びと、その生と死と                                           |
| 2024年   | 7~9月    | 石丸昌彦       | こころの病で文化をよむ                                           |
| 2024年   | 10~12月  | 飯田豊         | メディアの歴史から未来をよむ                                     |
| 2025年   | 1~3月    | 菊地浩平       | 人形は人間のなんなんだ？                                         |
| 2025年   | 4~6月    | 島薗進         | 死に向き合って生きる                                             |
| 2025年   | 7~9月    | 清野茂樹       | 実況ってなんだ!?                                                 |